# Malintrat
Malintrat é uma comuna francesa na região administrativa de Auvérnia-Ródano-Alpes, no departamento Puy-de-Dôme. Estende-se por uma área de 8,15 km². Em 2010 a comuna tinha 1 152 habitantes (densidade: 141,3 hab./km²).